# Granulato (forma farmaceutica)
Il granulato è una preparazione solida costituita da aggregati solidi, secchi, di particelle di polvere, sufficientemente resistenti a manipolazioni energiche e destinati alla somministrazione orale. Il granulato contiene uno o più principi attivi con o senza eccipienti e, se necessario, coloranti autorizzati o sostanze aromatizzanti.

## Somministrazione
Possono essere deglutiti come tali, masticati oppure disciolti o dispersi in acqua o in altro liquido adatto prima di essere somministrati.
Il granulato viene commercializzato come preparazione a dose unica o multidose. Ciascuna dose di una preparazione multidose viene dispensata per mezzo di un misurino atto a prelevare la dose prescritta. Per i granulati a dose unica, ogni dose è racchiusa in un contenitore individuale, per esempio un sacchetto o un flaconcino.

## Categorie
Si possono distinguere varie categorie di granulati:

### Granulati effervescenti
I granulati effervescenti sono granulati non rivestiti contenenti generalmente sostanze acide (acido citrico o  acido tartarico) e carbonati o bicarbonati che reagiscono rapidamente in presenza di acqua sviluppando anidride carbonica. Sono preparati per essere disciolti o dispersi in acqua prima della somministrazione.

### Granulati rivestiti
I granulati rivestiti sono generalmente preparazioni multidose costituite da granuli rivestiti da uno o più strati di miscele di vari eccipienti.

### Granulati a rilascio modificato
I granulati a rilascio modificato sono granulati rivestiti o non rivestiti, che contengono eccipienti speciali o che sono preparati con procedimenti speciali, e modificano la velocità, il sito o il tempo al quale il principio attivo è rilasciato. I granulati a rilascio modificato comprendono granulati a rilascio prolungato e granulati a rilascio ritardato.

### Granulati gastroresistenti
I granulati gastroresistenti sono granulati a rilascio ritardato preparati in modo che resistano al fluido gastrico e rilascino il o i principi attivi nel fluido intestinale.  Queste proprietà si ottengono ricoprendo i granulati con una sostanza gastroresistente (granulati a rivestimento enterico).